# U-334 (tàu ngầm Đức)
U-334 là một tàu ngầm tấn công  Lớp Type VII thuộc phân lớp Type VIIC được Hải quân Đức Quốc Xã chế tạo trong Chiến tranh Thế giới thứ hai. Nhập biên chế năm 1941, nó chỉ thực hiện được bốn chuyến tuần tra và đánh chìm được hai tàu buôn với tổng tải trọng 14.372 GRT trước khi bị các tàu frigate HMS Jed và tàu sà lúp HMS Pelican của Hải quân Hoàng gia Anh thả mìn sâu đánh chìm về phía Tây Nam Iceland vào ngày 14 tháng 6, 1943.

## Thiết kế và chế tạo

### Thiết kế

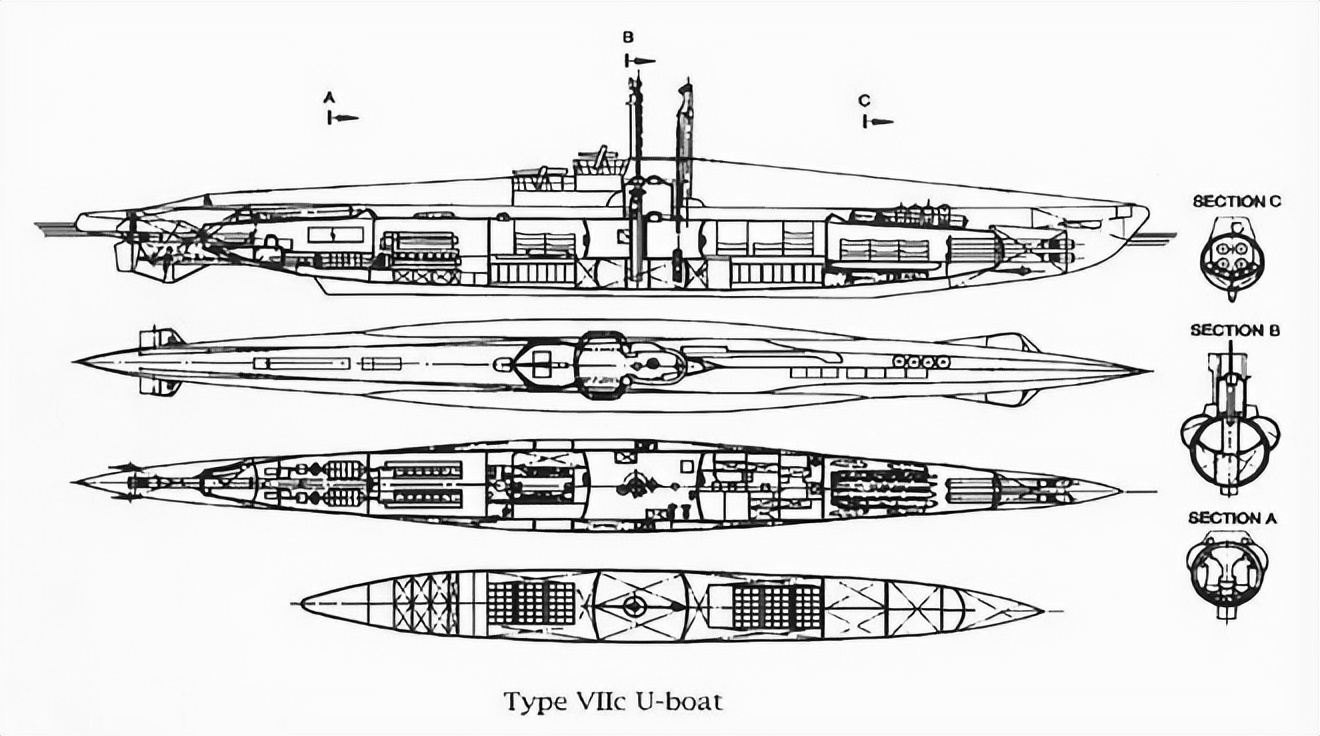
Sơ đồ các mặt cắt một tàu ngầm Type VIIC

Phân lớp VIIC của Tàu ngầm Type VII là một phiên bản VIIB được kéo dài thêm. Chúng có trọng lượng choán nước 769 t (757 tấn Anh) khi nổi và 871 t (857 tấn Anh) khi lặn). Con tàu có chiều dài chung 67,10 m (220 ft 2 in), lớp vỏ trong chịu áp lực dài 50,50 m (165 ft 8 in), mạn tàu rộng 6,20 m (20 ft 4 in), chiều cao 9,60 m (31 ft 6 in) và mớn nước 4,74 m (15 ft 7 in).
Chúng trang bị hai động cơ diesel Germaniawerft F46 siêu tăng áp 6-xy lanh 4 thì, tổng công suất 2.800–3.200 PS (2.100–2.400 kW; 2.800–3.200 bhp), dẫn động hai trục chân vịt đường kính 1,23 m (4,0 ft), cho phép đạt tốc độ tối đa 17,7 kn (32,8 km/h), và tầm hoạt động tối đa 8.500 nmi (15.700 km) khi đi tốc độ đường trường 10 kn (19 km/h). Khi đi ngầm dưới nước, chúng sử dụng hai động cơ/máy phát điện Garbe, Lahmeyer & Co. RP 137/c  tổng công suất 750 PS (550 kW; 740 shp). Tốc độ tối đa khi lặn là 7,6 kn (14,1 km/h), và tầm hoạt động 80 nmi (150 km) ở tốc độ 4 kn (7,4 km/h). Con tàu có khả năng lặn sâu đến 230 m (750 ft).
Vũ khí trang bị có năm ống phóng ngư lôi 53,3 cm (21 in), bao gồm bốn ống trước mũi và một ống phía đuôi, và mang theo tổng cộng 14 quả ngư lôi, hoặc tối đa 22 quả thủy lôi TMA, hoặc 33 quả TMB. Tàu ngầm Type VIIC bố trí một hải pháo 8,8 cm SK C/35 cùng một pháo phòng không 2 cm (0,79 in) trên boong tàu. Thủy thủ đoàn bao gồm 4 sĩ quan và 40-56 thủy thủ.

### Chế tạo
U-334 được đặt hàng vào ngày 23 tháng 9, 1939, và được đặt lườn tại xưởng tàu của hãng Nordseewerke ở Emden vào ngày 16 tháng 3, 1940. Nó được hạ thủy vào ngày 15 tháng 8, 1941, và nhập biên chế cùng Hải quân Đức Quốc Xã vào ngày 9 tháng 10, 1941 dưới quyền chỉ huy của Hạm trưởng, Đại úy Hải quân Hilmar Siemon.

## Lịch sử hoạt động

### 1942
Sau khi hoàn tất việc huấn luyện và chạy thử máy cùng Chi hạm đội U-boat 8, U-334 được điều sang Chi hạm đội U-boat 3 từ tháng 3, 1942. Chiếc tàu ngầm tiếp tục được điều sang Chi hạm đội U-boat 11 từ tháng 7, 1942.

#### Chuyến tuần tra thứ nhất
U-334 khởi hành từ cảng Kiel vào ngày 18 tháng 3, 1942 cho chuyến tuần tra đầu tiên trong chiến tranh. Nó tiến ra Bắc Hải, và hoạt động trong vùng biển Bắc Cực về phía Bắc Iceland và phía Đông Greenland. Nó không đánh chìm được mục tiêu nào, mà lại gặp tai nạn khi một thủy thủ bị sóng cuốn trôi xuống nước vào ngày 13 tháng 4. Chiếc tàu ngầm kết thúc chuyến tuần tra khi đi đến cảng Trondheim, Na Uy vào ngày hôm sau 14 tháng 4.

#### Chuyến tuần tra thứ hai
Xuất phát từ cảng Trondheim vào ngày 15 tháng 6 cho chuyến tuần tra tiếp theo, U-334 hoạt động trong khu vực biển Na Uy và biển Bắc Cực. Vào ngày 4 tháng 7, U-334 đã đánh chìm tàu buôn Hoa Kỳ William Hopper 7.177 GRT thuộc Đoàn tàu PQ 17, vốn đã bị hư hại trước đó do không kích của máy bay Không quân Đức Quốc xã. Sang ngày hôm sau 5 tháng 7, nó tiếp tục đánh chìm một chiếc khác cùng thuộc Đoàn tàu PQ 17 bất hạnh, tàu buôn Anh Earlston 7.195 GRT, trước đó đã bị hư hại do không kích.  Bản thân U-334 cũng chịu đựng hư hại trong ngày hôm đó, khi bị một máy bay ném bom Junkers Ju 88 ném hai quả bom tấn công nhầm. Chiếc tàu ngầm bị hư hại bánh lái và không thể lặn; nó được tàu ngầm U-456 hộ tống quay trở về cảng Neiden vào ngày hôm sau, rồi đi đến Trondheim vào ngày 14 tháng 7.

#### Chuyến tuần tra thứ ba
U-334 xuất phát từ Trondheim vào ngày 31 tháng 10 cho chuyến tuần tra thứ ba để hoạt động trong vùng biển Na Uy. Nó kết thúc chuyến tuần tra khi quay trở về cảng Narvik, Na Uy vào ngày 1 tháng 12. Sau đó chiếc tàu ngầm tiến hành các chuyến đi ngắn đến Trondheim, rồi đến Bergen, Na Uy trong tháng 12.

### 1943

#### Chuyến tuần tra thứ tư - Bị mất
U-334 khởi hành từ Bergen vào ngày 5 tháng 6, 1943 cho chuyến tuần tra thứ tư, cũng là chuyến cuối cùng. Nó tiến ra Bắc Hải, rồi băng qua khe GIUK giữa quần đảo Faroe và Iceland để hoạt động trong vùng biển Bắc Đại Tây Dương về phía Nam Iceland. Vào ngày 14 tháng 6, U-334 bị các tàu frigate HMS Jed và tàu sà lúp HMS Pelican của Hải quân Hoàng gia Anh thả mìn sâu đánh chìm về phía Tây Nam Iceland, tại tọa độ 58°16′B 28°20′T / 58,267°B 28,333°T. Toàn bộ 47 thành viên thủy thủ đoàn của U-334 đều đã tử trận.

### "Bầy sói" tham gia
U-334 từng tham gia ba bầy sói:
- Naseweis (31 tháng 3 – 10 tháng 4, 1942)
- Bums (10 – 12 tháng 4, 1942)
- Eisteufel (21 tháng 6 – 5 tháng 7, 1942)

### Tóm tắt chiến công
U-334 đã đánh chìm được hai tàu buôn vớitổng tải trọng 14.372 GRT:
| Ngày            | Tên tàu        | Quốc tịch      | Tải trọng | Số phận      |
| --------------- | -------------- | -------------- | --------- | ------------ |
| 4 tháng 7, 1942 | William Hooper | United States  | 7.177     | Bị đánh chìm |
| 5 tháng 7, 1942 | Earlston       | United Kingdom | 7.195     | Bị đánh chìm |